# Avena haussknechtii
Avena haussknechtii är en gräsart som beskrevs av Sergej Arsenjevitj Nevskij. Avena haussknechtii ingår i släktet havren, och familjen gräs. Inga underarter finns listade i Catalogue of Life.